# Siegfried Cäso von Aeminga

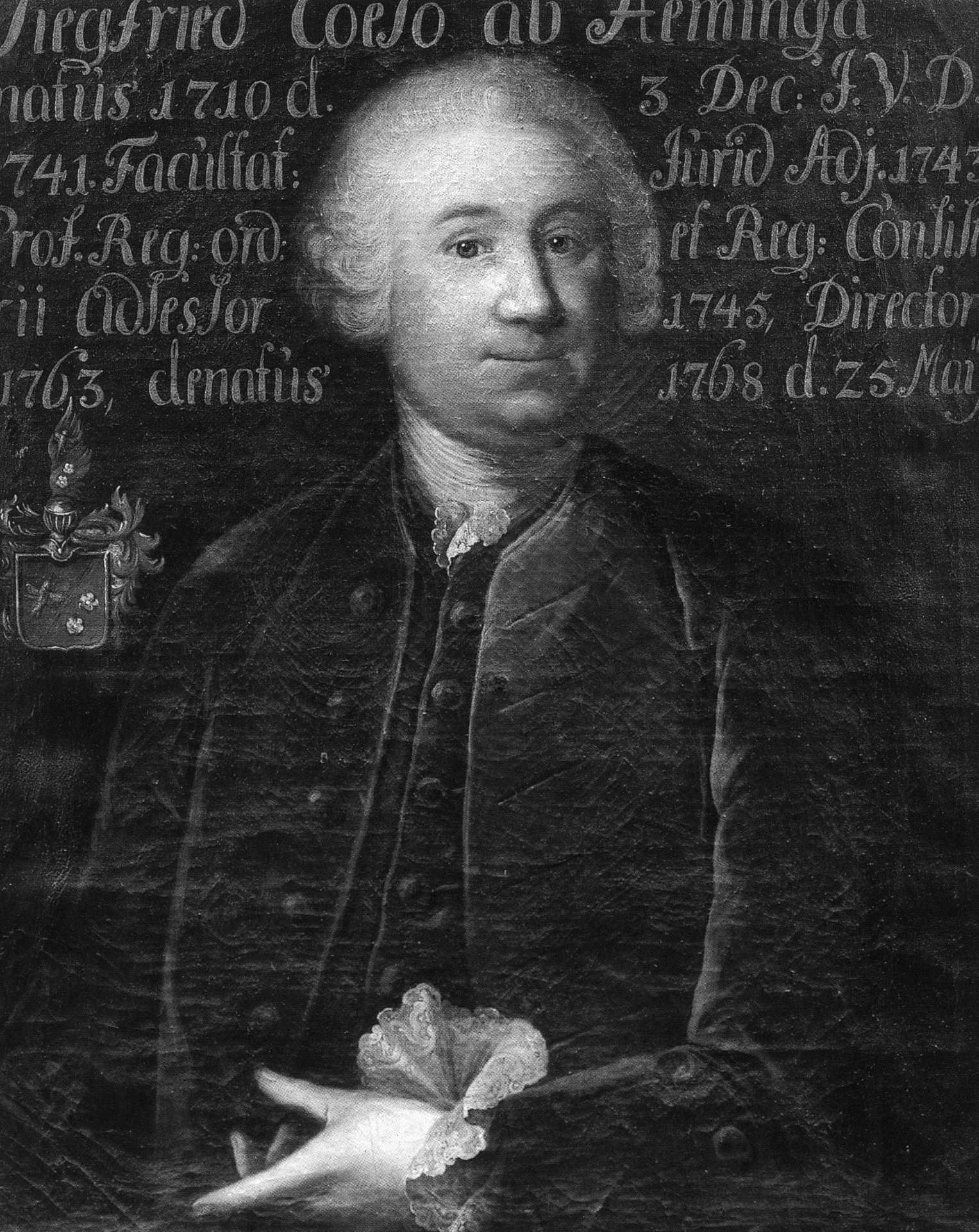
Siegfried Caeso von Aeminga

Siegfried Cäso Aeminga, seit 1750/51 von Aeminga (* 3. Dezember 1710 in Mölln (Mecklenburg); † 25. Mai 1768 in Greifswald) war ein deutscher Rechtswissenschaftler und Hochschullehrer.

## Leben
Siegfried Cäso Aeminga wurde als Sohn des evangelischen Theologen und Pastors (Johann) Christoph Aeminga (um 1677–1721) und dessen Frau Katharina Margarete, geb. von Voß (aus dem Hause Gievitz) im ostmecklenburgschen Dorf Mölln geboren. Ein Theologiestudium gab er auf, um ab 1733 an den Universitäten Greifswald und Halle Rechtswissenschaften zu studieren. Er wurde 1741 in Greifswald promoviert, 1743 Adjunkt und 1745 ordentlicher Professor an der juristischen Fakultät. Zwischen 1749 und 1766 war er viermal Rektor der Hochschule. Er wurde 1749 Assessor am Greifswalder Konsistorium und 1764 dessen Direktor als Nachfolger von Augustin von Balthasar. 1750 oder 1751 wurde er in den schwedischen Adelsstand erhoben.
Er hinterließ seinen Verwandten ein bedeutendes Vermögen, dessen Zinsen nach deren nachkommenlosen Tod, von ihm testamentarisch verfügt, an die Geistlichen des Greifswalder Doms  und als Stipendium an Studenten der Universität gingen.

## Werke (Auswahl)
- (Als Respondent) Dissertatio inauguralis iuridica de ecclesia sanguinem non sitiente. (Moderator Christian von Nettelbladt) Struck, Greifswald 1741. (Digitalisat)
- Programma ... de musica instrumentali festiva. Struck, Greifswald 1749. (Digitalisat)
- Programma quo de hymnis festivis antiquitate claris disserit. Struck, Greifswald 1749. (Digitalisat)
- Programma de conviviis festivis aevi antiqui. Struck, Greifswald 1750. (Digitalisat)
- Dissertatio iuridica criminalis de executione poenae capitalis interrupta, iteranda ac consummanda, et de iure circa sepulturam reorum. (Resp. Caspar Friderich von Magdeburg) Struck, Greifswald 1751. (Digitalisat)
- Programma de luctu aevi antiqui et diversis lugendi temporibus. Struck, Greifswald 1751. (Digitalisat)
- Dissertationis Juris Ecclesiastici De Jure Circa Gladii Depositionem, Præsertim In Actu Baptismali A Patrinis Et In Benedictione Sacerdotali A Sponso. Cap. I. Vom Recht des Degen Ablegens, besonders beym Gevatterstand und der Trauung. (Resp. Carl Gustav Lehment) Struck, Greifswald 1753. (Digitalisat)
- Dissertationis Juris Ecclesiastici De Jure Circa Gladii Depositionem, Præsertim In Actu Baptismali A Patrinis Et In Benedictione Sacerdotali A Sponso. Cap. II. Vom Recht des Degen Ablegens, besonders beym Gevatterstand und der Trauung. (Resp. Christian Nocolaus Schlichtkrull) Struck, Greifswald 1754. (Digitalisat)
- Dissertationis Juris Ecclesiastici De Jure Circa Gladii Depositionem, Præsertim In Actu Baptismali A Patrinis Et In Benedictione Sacerdotali A Sponso. Cap. III. Vom Recht des Degen Ablegens, besonders beym Gevatterstand und der Trauung. (Resp. Christian Nocolaus Schlichtkrull) Struck, Greifswald 1754. (Digitalisat)
- Dissertatio de fundamento defensionis, quod in vitiosa aut omissa cadaveris occisi inspectione iudiciali ponitur. (Resp. Johann Heinrich Schlichtkrull) Struck, Greifswald 1759. (Digitalisat)
- Programma de poena lethaliter vulnerantis et de poena tertii vulneratum illum interficientis. (Resp. Johannes Fridericus Wunderlich) Rösen, Greifswald 1762. (Digitalisat)
- Dissertatio Inauguralis Juridica De Revocatione Erroris Ab Advocato Commissi. (Resp. Christian Heinrich Krauel) Röse, Greifswald 1766. (Digitalisat)